# San Martín, Santa María Jacatepec
San Martín är en ort i Mexiko.   Den ligger i kommunen Santa María Jacatepec och delstaten Oaxaca, i den sydöstra delen av landet, 400 km sydost om huvudstaden Mexico City. San Martín ligger 51 meter över havet och antalet invånare är 141.
Terrängen runt San Martín är huvudsakligen lite bergig. San Martín ligger nere i en dal. Runt San Martín är det ganska glesbefolkat, med 47 invånare per kvadratkilometer. Närmaste större samhälle är San Juan Bautista Valle Nacional, 12,3 km sydväst om San Martín. I omgivningarna runt San Martín växer i huvudsak städsegrön lövskog.